# Mymaromella duerrenfeldi
Mymaromella duerrenfeldi is een vliesvleugelig insect uit de familie Mymarommatidae. De wetenschappelijke naam is voor het eerst geldig gepubliceerd in 1990 door Schlüter & Kohring.